# Arbre nuage

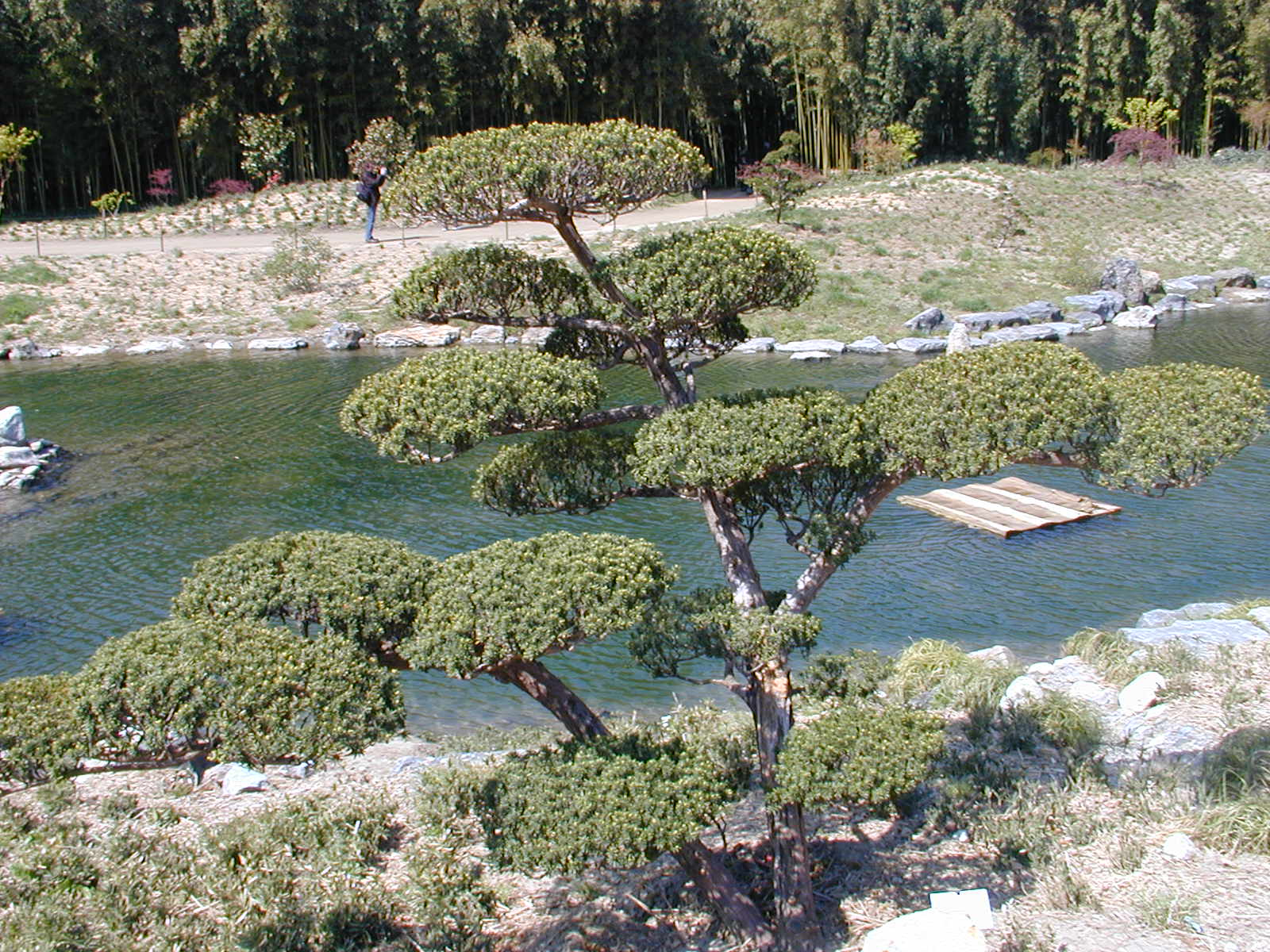
Un if du Japon taillé « en nuage ».

Un arbre nuage, ou un arbre en nuage, est un arbre créé dans le cadre de l'art topiaire où le feuillage a été taillé en forme de boules sphériques ou allongées (pour ressembler à des nuages) et où les tiges sont aussi discrètes que possible. L'arbre donne alors l'illusion d'un ensemble de nuages.

## Caractéristiques
L'arbre nuage se différencie du bonsaï par son absence de préoccupation de miniaturisation. En général, les arbres nuages sont plantés en pleine terre (et non pas dans des pots),.
Cependant, il est aussi originaire du Japon car il vient de la taille japonaise des arbres appelée niwaki.